# Aeronautica Lombarda A.R.
Аеронаутіка Ломбардія А. Р. (італ. Aeronautica Lombarda A.R.) — радіокерований бомбардувальник (літак-снаряд), розроблений італійською фірмою Aeronautica Lombarda в 1943 році. Розглядався як можлива заміна дорогим пілотованим літакам у другорядних бойових операціях. Проєкт не був завершений, у зв'язку з поваленням уряду Муссоліні і виходом Італії з війни.

## Історія
Великі втрати італійських ВПС в 1940—1942 роках привели до того, що у повітряних силах з'явився сильний дефіцит, як літаків, так і підготовлених екіпажів. Особливо істотні були втрати серед бомбардувальної і торпедоносной авіації. Старі бомбардувальники на зразок Savoia-Marchetti SM.79 Sparviero ставали занадто легкою ціллю для нових англійських і американських винищувачів, більш нові і сучасні (CANT Z.1007 Alcione) виготовлялися в недостатніх кількостях.
Прагнучи скоротити втрати льотчиків і заощадити дорогі сучасні машини для застосування на стратегічно важливих напрямках, Regia Aeronautica висунула ідею використання радіокерованих літаків для нападу на об'єкти противника. Хоча Італія не мала особливого досвіду створення безпілотних машин, проте, проєкт переробки старих бомбардувальників у безпілотні було розпочато в 1942 році. Після серії експериментів, була проведена перша спроба бойового застосування завантаженого вибухівкою  SM.79 для атаки на британські кораблі біля узбережжя Алжиру 23 серпня 1942 року. Експеримент завершився невдало, після цього, Regia Aeronautica заборонила використовувати дорогі бомбардувальники навіть застарілих моделей для переробки в дрони, натомість запропонувавши розробити максимально простий і дешевий літак-снаряд.
У листопаді 1942 року, на програму розробки було виділено 4,2 мільйона лір. Втрати італійських ВПС безперервно росли, і безпілотні літаки здавалися виходом з положення.

## Конструкція
Aeronautica Lombarda A.R. являв собою максимально простий літак, пристосований для виробництва великими серіями. Цільнодерев'яний корпус обшивався полотном. Фюзеляж сигароподібної форми був оснащений технологічним прямокутним оперенням.
Машина оснащувалася наявним у надлишку двигуном Fiat A.80 RC.41, потужністю близько 1000 кінських сил. Незважаючи на порівняно потужний мотор, льотні характеристики машини були низькими, максимальна швидкість не перевищила 360 км/год.
Апарат оснащувався двома 1000-кг бомбами, вбудованими у фюзеляж. Шасі при зльоті скидалося. Дальність дії становила 600 км.
Керувати апаратом передбачалося наступним чином — розміщений в невеликій відкритій кабіні льотчик піднімав апарат в повітря і вів його до точки, на якій розташований на землі або літаку управління оператор міг би одночасно бачити літак і ціль. Потім, льотчик залишав кабіну з парашутом, включивши радіокомандне керування і оператор, контролюючи політ машини візуально по висоті і напрямку, вів її до цілі.

## Випробування
Льотні випробування машини почалися 13 червня 1943 року. Прототип машини з двомісною кабіною і без системи радіоуправління літав кілька разів з аеродрому. Результати виявилися незадовільними — хоча в цілому, машина відповідала вимогам, її швидкість розцінювалася як недостатня, а система наведення, що вимагає пілотування машини пілотом на крейсерській ділянці і візуального контролю при атаці — неефективною і небезпечною для пілота. Після капітуляції Італії роботи над проєктом були зупинені. Деякий час німцями розглядалася можливість застосування літаків Aeronautica Lombarda A.R. у зв'язці з винищувачем Macchi C.202 Folgore як частину літака-снаряда «Містель», але в підсумку проєкт був закритий.